# 広瀬みさ
広瀬 みさ（ひろせ みさ、1944年4月1日 - ）は、昭和時代の日本の歌手、映画、テレビ女優。

## 略歴
神奈川県横浜市出身。1962年、横浜学園高等学校を卒業後、大映第15期ニューフェースとして大映演技研究所で学び、1964年日本テレビ『ダイヤル110番・死のダイビング』で主役に抜擢されデビューした。それに先立つ1963年8月には日本コロムビアと専属歌手契約をし、広瀬美砂名義でシングル『思い出のバカンス』をリリースし歌手デビューした。ただし、歌手活動は1967年にコロムビアとの契約が切れるまでの数年間のみで、1964年から1969年に結婚引退するまでの間は、女優としてテレビと映画を中心に活躍した。テレビでは竜雷太主演の『でっかい青春』にヒロインの女教師、高見紀美役に抜擢されたほか数多くのドラマにレギュラー出演した。初舞台は、1968年3月の『黒蜥蜴』。

## 主な出演作品

### 映画
- 野郎に国境はない（1965年11月13日、日活）- 山内康子
- 殴り込み関東政（1965年12月18日、日活）
- 黒い賭博師 悪魔の左手（1966年1月27日、日活） - 春野うらら
- 大空に乾杯（1966年2月25日、日活）- 工藤冴子（全日空スチュワーデス・教官）
- 放浪のうた（1966年6月15日、日活）- 近江杉子
- 命しらずのあいつ（1967年4月8日、日活）- 武原美津子
- 恋のメキシカンロック 恋と夢と冒険（1967年8月19日、松竹）
- 黄金の野郎ども（1967年12月23日、日活）- かおる

### テレビドラマ
- ダイヤル110番（1957年9月 - 1964年9月、日本テレビ）＊1964年に出演
- アスファルトジャングル（1965年4月 - 9月、NET）
- 東芝日曜劇場（第450回）求婚（1965年7月18日、TBS）
- 夜の配当（1965年9月、TBS）
- 東京警備指令 ザ・ガードマン第29話「赤い罠」（1965年10月、TBS）
- 泣いてたまるか 第5回「二人になりたいッ」（1966年6月5日、TBS）
- 雨の中に消えて（1966年8月 - 11月、日本テレビ）
- おにぎり（1966年10月 ‐ 1967年4月、日本テレビ）
- 霧の旗（1967年10月、NET） - 柳田桐子
- でっかい青春（1967年10月 ‐ 1968年10月、日本テレビ） - レギュラー：高見紀美（高校教師・バレー部部長）
- あひるヶ丘77（1968年10月 - 1969年3月、フジテレビ） - 団野百合子
- 無用ノ介 第12話「処刑前 無用ノ介は走る」（1969年、日本テレビ）
- 花のお江戸のすごい奴 第6話「惡党の条件」（1969年、フジテレビ） - 美佐
- あゝ忠臣蔵（1969年、関西テレビ）

### 音楽番組
- 歌うトップスター （1965年 - 1967年） - ホステス（司会）

## ディスコグラフィ

### シングル
- すべて日本コロムビアからリリース。
- 1 - 3：広瀬美砂名義。4以降：広瀬みさ名義。

| #  | 発売日      | 曲順 | タイトル                 | 作詞       | 作曲       | 編曲     | 規格品番 |
| -- | ----------- | ---- | ------------------------ | ---------- | ---------- | -------- | -------- |
| 1  | 1963年 8月  | A面  | 思い出のバカンス         | 梶鶴雄     | A.Romeo    | 馬渡誠一 | SAS-109  |
| 1  | 1963年 8月  | B面  | 恋の浜辺                 | 梶鶴雄     | G.Paoli    | 馬渡誠一 | SAS-109  |
| 2  | 1963年 11月 | A面  | 甘い夢                   | 浜口庫之助 | 浜口庫之助 | 小杉仁三 | SAS-148  |
| 2  | 1963年 11月 | B面  | 私のマロニエ             | 浜口庫之助 | 浜口庫之助 | 小杉仁三 | SAS-148  |
| 3  | 1964年 1月  | A面  | 夜のギター               | 水島哲     | 狛林正一   | 小杉仁三 | SAS-181  |
| 3  | 1964年 1月  | B面  | ガーベラの夢             | 水島哲     | 狛林正一   | 小杉仁三 | SAS-181  |
| 4  | 1964年 3月  | A面  | 甘い誘惑                 | 西沢爽     | 狛林正一   | 小杉仁三 | SAS-212  |
| 4  | 1964年 3月  | B面  | ひとりはいや             | 西沢爽     | 狛林正一   | 小杉仁三 | SAS-212  |
| 5  | 1964年 6月  | A面  | グッド・ナイト・アカサカ | 小島胡秋   | 遠藤実     | 小杉仁三 | SAS-259  |
| 5  | 1964年 6月  | B面  | くちづけの海             | 西沢爽     | 遠藤実     | 小杉仁三 | SAS-259  |
| 6  | 1964年 8月  | A面  | ごっちゃな気持           | 西沢爽     | 狛林正一   | 大西修   | SAS-307  |
| 6  | 1964年 8月  | B面  | 甘い噂                   | 西沢爽     | 狛林正一   | 狛林正一 | SAS-307  |
| 7  | 1964年 10月 | A面  | 男が見てる               | 西沢爽     | 狛林正一   | 大西修   | SAS-345  |
| 7  | 1964年 10月 | B面  | しびれちゃったの         | 五味八郎   | 狛林正一   | 狛林正一 | SAS-345  |
| 8  | 1965年 2月  | A面  | 恋はすぐそこ             | 五味八郎   | 狛林正一   | 大西修   | SAS-427  |
| 8  | 1965年 2月  | B面  | こっちをむいて           | 西沢爽     | 狛林正一   | 大西修   | SAS-427  |
| 9  | 1965年 7月  | A面  | 許してね                 | 岩谷時子   | 和田香苗   | 大西修   | SAS-530  |
| 9  | 1965年 7月  | B面  | 逢いに来て               | 岩谷時子   | 和田香苗   | 大西修   | SAS-530  |
| 10 | 1965年 11月 | A面  | 女の涙                   | 志摩太郎   | 狛林正一   | 狛林正一 | SAS-618  |
| 10 | 1965年 11月 | B面  | にくい彼                 | 志摩太郎   | 狛林正一   | 大西修   | SAS-618  |

#### デュエット・シングル
| 発売日      | デュエット | 曲順 | タイトル           | 作詞       | 作曲     | 編曲     | 規格品番 |
| ----------- | ---------- | ---- | ------------------ | ---------- | -------- | -------- | -------- |
| 1964年 10月 | 梶光夫     | A面  | いつも二人で歩く街 | 石本美由起 | 狛林正一 | 只野通泰 | SAS-376  |